# Гостхоже
Гостхоже (пол. Gostchorze, нім. Goskar) — село в Польщі, у гміні Кросно-Оджанське Кросненського повіту Любуського воєводства.
Населення — 356 осіб (2011).
У 1975-1998 роках село належало до Зеленогурського воєводства.

## Демографія
Демографічна структура станом на 31 березня 2011 року:
|          | Загалом | Допрацездатний вік | Працездатний вік | Постпрацездатний вік |
| -------- | ------- | ------------------ | ---------------- | -------------------- |
| Чоловіки | 182     | 38                 | 130              | 14                   |
| Жінки    | 174     | 41                 | 104              | 29                   |
| Разом    | 356     | 79                 | 234              | 43                   |